# Spyglass

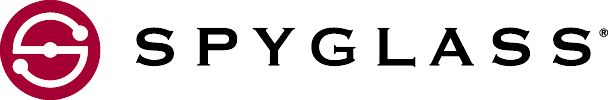
Logo von Spyglass

Die Spyglass, Inc. (Nasdaq: SPYG) war ein US-amerikanisches Unternehmen für Internet-Software in Champaign (Illinois). Die Firma wurde 1990 als Ableger der University of Illinois at Urbana-Champaign gegründet, um Entwicklungen des National Center for Supercomputing Applications (NCSA) zu vermarkten.
Das bekannteste Produkt war Mosaic, einer der ersten Web-Browser.
Als Microsoft einen eigenen Browser entwickeln wollte, kam es zu einem Lizenzvertrag, der Spyglass ein Prozent der Einnahmen zusprach. Da jedoch Microsoft seinen Internet Explorer ab der zweiten Version kostenfrei vertrieb, erhielt Spyglass lediglich die Minimum-Provision.
Im Jahr 2000 wurde Spyglass von OpenTV im Rahmen eines Aktientausches für 2,5 Mrd. Dollar übernommen.